# Grodno
Grodno (în belarusă Гро́дна, în rusă Гродно, transliterat Grodno, în poloneză Grodno, în lituaniană Gardinas) este un oraș în Belarus, aflat pe râul Neman, în apropierea frontierei cu Polonia și Lituania. Se află lângă Neman, la o altitudine de 137 m deasupra nivelului mării. Are o suprafață de 142 km². Populația este de 361.115 locuitori, determinată în 1 ianuarie 2024, prin estimare[*].

## Monumente
- Biserica Sfinții Boris și Gleb din Grodno
- Catedrala din Grodno

## Personalități născute aici
- Zygmunt Florenty Wróblewski (1845 - 1888), fizician;
- Kiril Pavliucek (n. 1984), fotbalist.